# ويليام إيتون
ويليام إيتون (بالإنجليزية: William Eaton) هو عسكري أمريكي، ولد في 23 فبراير 1764 في وودستوك ‏ في الولايات المتحدة، وتوفي في 1 يونيو 1811 في Brimfield, Massachusetts ‏ في الولايات المتحدة.

## وصلات خارجية
- ويليام إيتون على موقع الموسوعة البريطانية (الإنجليزية)